# Šipanska Luka
Šipanska Luka (do roku 1869 Luka, poté až do roku 1931 Šipanjska Luka, italsky Porto Giuppana) je vesnice a přímořské letovisko v Chorvatsku v Dubrovnicko-neretvanské župě. Nachází se na severozápadě ostrova Šipan a je součástí opčiny města Dubrovnik. V roce 2011 zde trvale žilo 212 obyvatel. Název znamená „přístav na Šipanu“.
Kromě severní části Šipanu zahrnuje Šipanska Luka i ostrovy Jakljan a Olipa a ostrůvky Crkvina, Goleč, Kosmeč, Mišnjak a Tajan. Kromě hlavní části zahrnuje též Šipanska Luka osady Do, Dubrava, Dvor, Frajga, Peline, Polje, Sorgo, Tor a Velji Vrh.
Šipanska Luka se nachází u zálivu Luka. Nachází se zde několik apartmánů, kaváren, restaurací a obchodů. Jihovýchodně od Šipanské Luky se nachází kostel sv. Štěpána a hřbitov. Nachází se zde lodní i trajektový přístav. Trajektové trasy vedou do Dubrovníku, Sobry a na ostrov Lopud.